# Jade Ewen
Jade Louise Ewen (* 24. ledna 1988 Londýn, Spojené království) je anglická zpěvačka, písničkářka a herečka. V současné době působí v dívčí popové skupině Sugababes. Vešla ve známost v roce 2009 vítězstvím v reality-show Your Country Needs You a následnou reprezentací Spojeného království na Eurovision Song Contest 2009 v Moskvě. Její soutěžní píseň "It's My Time" napsali Andrew Lloyd Webber a Diane Warren. Ve finále 16. května 2009 obsadila se ziskem 173 bodů 5. místo, nejlepší umístění Spojeného království od roku 2002.

## Biografie

### Sólová kariéra, Eurovision Song Contest 2009
Narodila se v Londýně jamajské matce a skotsko-italskému otci jako jeden ze tří potomků. Oba její rodiče jsou zdravotně postiženi - otec je nevidomý a částečně neslyšící a matka je částečně nevidomá. Odmala zpívala a hrála - ve věku dvanácti let se ucházela o roli Naly v představení divadla na West End, Lví král.
V roce 2005 začala působit v dívčí skupině Trinity Stone, která obdržela nahrávací smlouvu od vydavatelství Sony BMG, avšak žádné album nevydala a po dvouletém působení se rozpadla. Mezitím se snažila prosadit jako herečka v televizních produkcích v Anglii a Austrálii.
Počátkem roku 2009 se zúčastnila reality-show Your Country Needs You, jejíž autoři si za cíl dali vybrat reprezentanta Spojeného království na Eurovizi. Autorem soutěžní skladby pro vítěze byl sir Andrew Lloyd Webber. 31. ledna zvítězila a vydala se na promo tour po Evropě (kromě Anglie vystoupila na Maltě, Ukrajině, v Řecku, Bosně a Hercegovině, Rusku, Polsku a Nizozemsku.
16. května 2009 vystoupila v mezinárodním finále Eurovize v Moskvě. Při vystoupení ji na klavír doprovodil Andrew Lloyd Webber. Na konci hlasování Jade obdržela 173 bodů (včetně nejvyššího dvanáctibodového ohodnocení z Řecka, sedmi bodů ze Slovenska a šesti z České republiky), díky čemuž obsadila 5. místo, nejlepší výsledek pro Spojené království od roku 2002.

### Působení v Sugababes

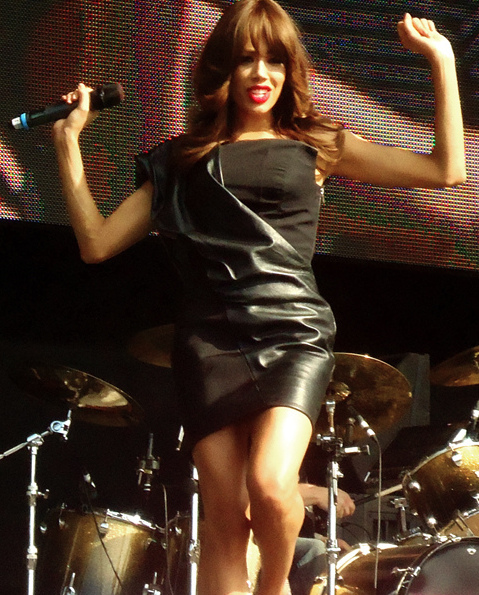
Jade Ewen vystupuje s Sugababes (2011)

Po vystoupení na Eurovizi začala pracovat na debutovém albu a vydala singl "My Man".
V září 2009 nahradila Keishu Buchanan v populární dívčí popové formaci Sugababes. Od počátku jejího působení ve skupině dívky dosáhly dvakrát top 10 britské hitparády singlů a vydaly Sweet 7.
Od roku 2011 si skupina dává pauzu - v roce 2013 hodlají vydat nové album.

## Osobní život
Od roku 2009 udržovala vztah s anglickým hercem Rickym Norwoodem. V září 2011 se rozešli.

## Diskografie
Její diskografie během působení ve skupině Sugababes je k nalezení v článku o této formaci.

### Singly
| Název          | Rok  | Umístění | Umístění | Umístění | Umístění | Album |
| Název          | Rok  | [ 12 ]   | [ 13 ]   | [ 14 ]   | [ 14 ]   | Album |
| -------------- | ---- | -------- | -------- | -------- | -------- | ----- |
| "Got You"      | 2008 | —        | —        | —        | —        |       |
| "It's My Time" | 2009 | 27       | 75       | 34       | 75       |       |
| "My Man"       | 2009 | 35       | —        | —        | —        |       |

### Videoklipy
| Rok  | Singl          | Režisér     |
| ---- | -------------- | ----------- |
| 2009 | "It's My Time" | Pop Club    |
| 2009 | "My Man"       | Urban Strom |

## Filmografie

### Televize
| Rok       | Název                               | Role/výsledek   | Detaily   |
| --------- | ----------------------------------- | --------------- | --------- |
| 2003–2004 | Out There                           | Aggie Thackery  | 25 epizod |
| 2005      | Pan Harvey zapaluje svíčku          | Donna           |           |
| 2005      | Casualty                            | Carrie Fletcher | 1 epizoda |
| 2005      | Poldové                             | Shanti Das      | 2 epizody |
| 2009      | Myths                               | Athéna          | 1 epizoda |
| 2009      | Eurovision: Your Country Needs You! | Vítězka         | 5 přenosů |
| 2010      | Eurovision: Your Country Needs You! | Porotkyně       | 1 přenos  |
| 2013      | "Splash!"                           | Účastnice       | 1 epizoda |